# Marco Arpino
Marco Arpino (Roma, 11 de septiembre de 1966) es un deportista italiano que compitió en esgrima, especialista en la modalidad de florete.
Ganó una medalla de oro en el Campeonato Mundial de Esgrima de 1994, en la prueba por equipos. Participó en dos Juegos Olímpicos de Verano, ocupando el sexto lugar en Barcelona 1992 y el octavo en Atlanta 1996, en el torneo por equipos.

## Palmarés internacional
| Campeonato Mundial | Campeonato Mundial | Campeonato Mundial | Campeonato Mundial  |
| Año                | Lugar              | Medalla            | Prueba              |
| ------------------ | ------------------ | ------------------ | ------------------- |
| 1994               | Atenas (Grecia)    | Medalla de oro     | Florete por equipos |